# Cinegiornale
Il cinegiornale è un cortometraggio di attualità e informazione proiettato nelle sale cinematografiche prima dell'inizio dello spettacolo e caratterizzato da un taglio generalmente documentaristico o di reportage e da un ritmo abbastanza veloce dei servizi, determinato dalla sua durata contenuta. Un cinegiornale ha una lunghezza tipica di circa 300 metri di pellicola per una durata complessiva di proiezione di circa 10 minuti (1 minuto = 28,5 metri). I cinegiornali proiettati in Italia e Germania durante la Seconda guerra mondiale raggiungevano anche i 600 metri di lunghezza (e alcuni cinegiornali tedeschi dell'estate 1940 sfioravano i 50 minuti).
In un cinegiornale tradizionale sono assenti le interviste e i mezzi-busti mentre i filmati, quasi sempre privati dell'audio originale, vengono commentati da una stessa voce fuori campo e introdotti da un fotogramma fisso con il titolo del servizio. Un commento musicale sottolinea il genere di notizia e si protrae in sottofondo per tutta la durata del filmato. Ha una cadenza periodica, tipicamente settimanale.

## Storia

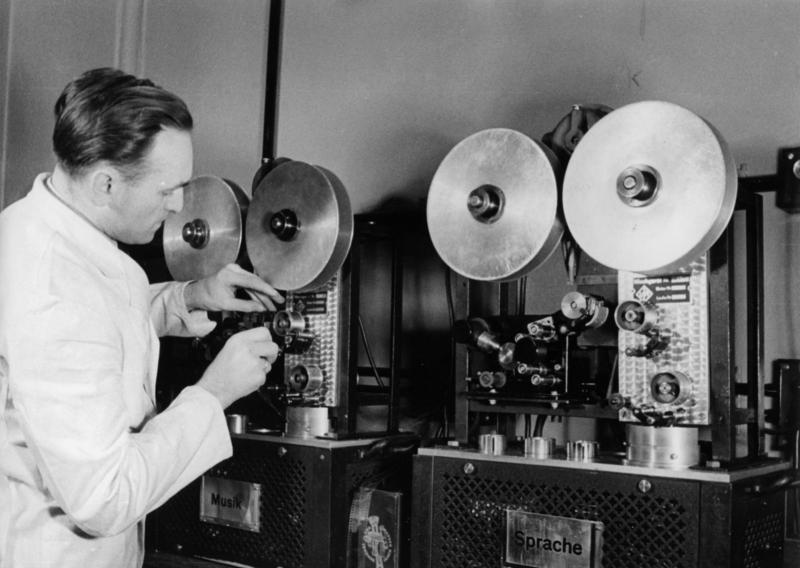
Sala di missaggio del Die Deutsche Wochenschau, il principale cinegiornale della Germania nazista

Diffuso in tutta Europa e negli Stati Uniti, il cinegiornale nasce in Francia nel 1907 e si afferma già all'epoca del cinema muto. Acquista una importanza particolare nel corso della seconda guerra mondiale quando diviene un potente strumento di propaganda in tutti i regimi totalitari.
Viene realizzato sia dalle grandi case di produzione cinematografica, che lo utilizzeranno in apertura delle proiezioni dei propri film, che da medie o piccole case di produzione di cortometraggi appositamente costituite. I servizi realizzati vengono acquistati e ceduti a livello internazionale cosicché un singolo cinegiornale può essere confezionato sulla base di contributi filmati provenienti da diversi paesi del mondo.
Negli anni immediatamente successivi al conflitto il cinegiornale diventa un vero rotocalco popolare incentrato principalmente su notizie di costume, sport, spettacolo, moda, sui grandi fatti di cronaca e su avvenimenti politici, trattati comunque in modo leggero e poco impegnativo.
Il cinegiornale scompare progressivamente dalle sale cinematografiche nel corso degli anni settanta quando la televisione si afferma come grande strumento di comunicazione di massa e contemporaneamente entra in crisi il cortometraggio come forma di produzione cinematografica. Nello stesso periodo cambiano le modalità e i tempi con le quali il pubblico viene indotto a fruire dello spettacolo cinematografico, trasformato in un prodotto di semplice consumo.

## Il cinegiornale italiano
In Italia il cinegiornale del dopo guerra contribuisce a formare una cultura popolare unitaria, diffonde nuovi modelli sociali di comportamento e rappresenta un veicolo di informazione più efficace della carta stampata in quanto in grado di raggiungere la parte meno alfabetizzata della popolazione nelle zone più arretrate del paese, dove, anche se in locali di fortuna o all'aperto, si allestiscono con regolarità delle proiezioni cinematografiche.
Il cinegiornale italiano storicamente più importante e significativo è rappresentato senz'altro da quello di regime prodotto dall'Istituto Luce tra il 1927 e il 1945: Il Giornale Luce. 
Il cinegiornale dell'Istituto Luce segna il primo intervento diretto di un regime politico sul sistema di informazione cinematografica, sebbene l'Istituto, a differenza di quanto accade nella Germania di Goebbels, non sia posto alle dirette dipendenze degli organismi di governo.
Il cinegiornale fascista è un misto sapiente di notizie interne, tutte tese a celebrare il regime e la personalità del suo Duce, e di notizie internazionali, generalmente frivole, provenienti per lo più dagli Stati Uniti. Non mancano però gli approfondimenti culturali, trattati in genere in modo non completamente ideologizzato, seguendo quella che fu una certa caratteristica di indipendenza e di autorevolezza dell'Istituto Luce.
Nel periodo di massimo sforzo bellico (1940), l'Istituto Luce  produrrà 4 cinegiornali a settimana e la proiezione sarà resa obbligatoria in tutte le sale di quello che a quel tempo era l'Impero, il lettore abituale dei testi era Guido Notari.  Molti dei cinegiornali dell'Istituto Luce sono visionabili gratuitamente nell'archivio disponibile in rete.
I cinegiornali italiani degli anni cinquanta e sessanta, vari e numerosi, sono tutti allineati su posizioni generalmente filo-governative sebbene non manchino mai spazi dedicati alla opposizione. In virtù del carattere popolare la morale dei cinegiornali di questa epoca è orientata a quella tradizionale, fortemente influenzata da quella cattolica. Gli avvenimenti di costume riguardano generalmente il cinema e tutto il suo sistema industriale e promozionale al quale le case produttrici di questi cortometraggi non potevano essere estranee.
Tra i cinegiornali più importanti del dopoguerra è da segnalare certamente quello prodotto dalla Industria Cortometraggi Milano dal 1946 al 1965, meglio conosciuto come La Settimana Incom, che si avvarrà del contributo di alcune firme prestigiose del panorama giornalistico e cinematografico italiano. La Settimana Incom è settimanale e possiede l'impaginazione tipica di un rotocalco, con un'ampia pagina dedicata alla mondanità e alle cronache dell'alta società.
L'ultimo cinegiornale italiano è stato "Settimanale Ciac" le cui ultime edizioni risalgono all'inizio degli anni novanta.

## I cinegiornali nei diversi paesi del mondo

### Algeria
- Actualités Algériennes

### Austria
- Sascha-Meßter-Woche (1914-1918)
- Österreich in Bild und Ton (1933-1938)
- Austria Wochenschau

### Belgio
- Belgavox

### Bulgaria
- Kinokronika

### Canada
- Associated Screen News
- Canada Carries On
- Canadian Army Newsreel

### Cecoslovacchia
- Československý filmový týdeník

### Francia
- Eclair Journal
- Pathé Journal
- Gaumont Actualités
- Les Actualités françaises

### Germania

#### Dal 1925 al 1930
- UFA Wochenschau

#### Dal 1930 al 1933
- UFA-Tonwoche
- Deulig-Tonwoche
- Fox Tönende Wochenschau
- Emelka-Tonwoche
- Tobis Wochenschau

#### Dal 1933 al 1945
- UFA-Tonwoche (fino al 1940)
- Die Deutsche Wochenschau

#### Repubblica Democratica tedesca
- Der Augenzeuge
- DEFA Wochenschau

### Ungheria
- Magyar Filmhirado

### India
- Indian News Parade

### Irlanda
- Amharc Eireann

### Italia
- Giornale Istituto Luce (unico legale dal 1927 al 1945 sotto il fascismo)
- La Settimana Incom
- Cinegiornali CIAC[1]:
  - L'Europeo (1956-1958)
  - Settimanale (1957-1987)
  - Caleidoscopio (1958-1992)
- Mondo Libero (1951-1959, prodotto da ASTRA)
- Cinegiornali della Corona Cinematografica:
  - Panorama cinematografico (1965-1985)
  - Cinemondo (1966-1985)
- Cinegiornali SEDI (Società Editrice Documentari Italiani):
  - Radar (1965-1982)
  - Film Giornale (1968-1979)
- Sette G (1966-1977, prodotto dalla Fulco Film)
- Tempi nostri (1967-1978)

### Giappone
- Yomiuri (Yomiuri TV, Tokyo)
- Asahi (TV Asahi, Tokyo)

### Marocco
- Actualités Marocaines (CCM)

### Mozambico
- Kuxa Kanema

### Paesi Bassi
- Polygoon

### Nuova Zelanda
- Weekly Review
- Pictorial Parade

### Polonia
- Polska Kronika Filmowa

### Regno Unito
- Pathe's Animated Gazette
- Pathe Gazette
- Eve's Film Review
- British Pathé
- Empire Newsreel
- Empire News Bulletin
- Gaumont Graphic
- Around the Town
- Gaumont Mirror
- Topical Budget
- British Movietone
- Workers' Topical News
- The Gen

### Romania
- Saptamîna în Imagin

### Sénégal
- Les Actualités Sénégalaises

### Spagna
- No-Do

### Svizzera
- Ciné-Journal Suisse

### Stati Uniti
- The March of Time
- Movietone News
- News of the Day
- Pathe News
- RKO-Pathé
- Warner-Pathé
- Paramount News
- Universal Newsreel
- United States Information Service